# El Derramador (Requena)
El Derramador es una aldea que se encuentra situada en el kilómetro 4 de la carretera de El Pontón a Utiel, llamada carretera de la Vega, y que la cruza por la mitad. Tiene como vecinas a las aldeas de El Azagador y Roma, siendo hacia la dirección de Roma donde se encuentra la mayor parte de su término, con el que linda en la acequia de la Vega.

## Historia
Su nombre proviene probablemente de los derrames de las antiguas casas de labor de la zona. Los inicios de la aldea se encuentran ligados a la Casa Oria (hoy Bodegas Torre Oria), antigua casa de labor.
En el año 1821 se levantó la ermita, edificada por Pedro y Alejo Montes.

## Sitios de interés
A pesar del reducido número de habitantes de la aldea, posee tres bodegas donde se elaboran excelentes vinos. También hay una granja de aves.
- Datos: Q17584272
- Multimedia: El Derramador / Q17584272